# Бітаєв Валерій Анатолійович
Валерій Анатолійович Бітаєв (нар. 20 січня 1951, Ужгород) — український мистецтвознавець, культуролог, дослідник проблем теорії культури і мистецтва. Доктор філософських наук (2004), професор (1992). Перший віцепрезидент Національної академії мистецтв України (з 2017); до цього протягом 30 років обіймав різні посади (старший викладач, завідувач кафедри, проректор) в Національній академії керівних кадрів культури і мистецтв (1982—2012).
Лауреат багатьох національних і міжнародних нагород, зокрема Державної премії України в галузі науки і техніки (2005), звання «Заслужений діяч мистецтв України» (2000), всіх трьох ступенів ордену «За заслуги» (2011, 2016, 2020). Автор понад 150 наукових робіт, головний редактор декількох багатотомних енциклопедій та мистецтвознавчих часописів.

## Життєпис
Народився 20 січня 1951 року в Ужгороді.
В 1973-му році з відзнакою закінчив Київську консерваторію за спеціальністю «Диригент, викладач музичних дисциплін», клас Віктора Дженкова. В 1979-му році закінчив аспірантуру консерваторії за фахом «Естетика». Відтоді ж — три роки викладав в консерваторії.
З 1982-го по 1991-й рік — на різних посадах Національної академії керівних кадрів культури і мистецтв: старший викладач, доцент, професор, завідувач кафедри. З 1992-го по 2012-й рік — проректор з навчальної, потім з наукової роботи.
В 2004-му році здобув науковий ступінь доктора філософських наук, захистивши дисертацію на тему «Естетичне виховання і гуманізація особи».
З 2005-го по 2011-й рік — голова спеціалізованої вченої ради з захисту докторських і кандидатських дисертацій академії. Член спеціалізованих вчених рад з захисту докторських і кандидатських дисертацій Інституту філософії імені Григорія Сковороди НАН України та Інституту проблем сучасного мистецтва НАМ України.
В 2012-му році перейшов на роботу до Національної академії мистецтв України, де спочатку обіймав посаду начальника науково-організаційного управління апарату Президії. В 2017-му році був обраний віцепрезидентом академії, а в 2022-му році — першим віцепрезидентом.
Виховав двох доньок-мистецтвознавиць: Ганну Бітаєву та Оксану Бітаєву.

## Наукова діяльність
Автор понад 150 наукових робіт, зокрема, декількох монографій. Головний редактор багатотомних енциклопедій, за створення однієї з яких, «Енциклопедії етнокультурознавства», в 2005-му році Валерію Бітаєву, разом з колегами, було присуджено Державну премію України в галузі науки і техніки. Шеститомна «Енциклопедія етнокультурознавства» зберігається в бібліотеках Ватикану, Конгресу США, ЮНЕСКО.
Науковий консультант з експертизи культурних та історичних цінностей — за діяльність в цій сфері упродовж багатьох років був удостоєний багатьох релігійних нагород УПЦ КП та ПЦУ. Засновник Технічного комітету стандартизації «Музейна справа та предмети колекціонування» Державного комітету статистики України, декількох мистецтвознавчих та культурологічних часописів, зокрема, «Культура і сучасність», «Мистецтвознавчі записки», «Вісник Національної академії мистецтв України», «Вісник Національної академії керівних кадрів культури і мистецтв», був головним редактором цих видань.
Голова Науково-координаційної ради Міністерства культури та інформаційної політики України, член комісії Міністерства освіти і науки України з атестації науково-дослідних інститутів України. Науковий керівник кандидатських дисертацій щонайменше двох міністрів культури України: Юрія Богуцького та Василя Вовкуна, також докторських дисертацій, зокрема, Володимира Федя, Юлії Сабадаш та інших.
Співзасновник Спілки культурологів України та Інституту культурології НАМ України. Науковий консультант Київської академії мистецтв (до 2022-го року) та Національного музею «Київська картинна галерея». Один із ініціаторів створення приватного музею «Духовні скарби України». Один із творців концепції київського пам'ятника Ярославу Мудрому та Монументу Незалежності.
Академік Національної академії наук вищої освіти України та Європейської академії наук, мистецтв і літератури (Франція), член Національної спілки журналістів України та Міжнародної федерації журналістів, член Всеукраїнської музичної спілки, почесний член Міжнародної поліцейської асоціації (як науковий експерт-мистецтвознавець).

## Науковий доробок (частковий)
- 1991 — «Гуманізм виховання і виховання гуманізму» (монографія)
- 1999 — «Гуманістична сутність естетичного виховання» (стаття)
- 2000—2001 — «Енциклопедія етнокультурознавства» (6 томів; головний редактор)
- 2000 — «Людина і соціокультурне середовище: проблема взаємоадаптації» (стаття)
- 2001 — «Естетичне виховання та формування цілісної гуманістичної свідомості особистості» (стаття)
- 2004 — «Естетичне виховання і гуманізація особи» (дисертація)
- 2006 — «Культуротворча парадигма українського націєтворення» (збірник статей; головний редактор)
- 2007 — «Естетична парадигма гуманізму» (монографія)
- 2008 — «Історична культурна спадщина та проблема гуманізації естетичного виховання» (стаття)
- 2009 — «Методичні засади експертизи культурних цінностей» (монографія)
- 2013 — «Українська енциклопедія етномистецтвознавства та етнокультурології» (5 томів; головний редактор)
- 2013 — «Проблема людини в умовах сучасної соціо-культурної кризи» (стаття)
- 2015 — «Вплив етномистецьких традицій на розвиток рекламної графіки в Україні» (стаття; разом зі Світланою Прищенко)
- 2016 — «Гуманістична парадигма соціалізації та самоідентифікації людини в контексті євроінтеграційного процесу» (стаття)
- 2017 — «Імплементація Конвенції про охорону нематеріальної культурної спадщини: підсумки та перспективи» (збірник статей; редактор)
- 2019 — «Етнодизайн у контексті українського національного відродження та європейської інтеграції» (збірник наукових праць; редактор)
- 2019 — «Нова соціокультурна реальність і самоорганізація культури: концептуальний погляд на модель організації наукового пошуку (до фундації культурологічної школи України)» (стаття)
- 2021 — «Національна Академія мистецтв України. 25 років» (книга; редактор)
- 2022 — «Становлення рекламної графіки в Україні: етномистецький вектор» (стаття; разом зі Світланою Прищенко)
- 2023 — «Українське мистецтво та література в тисячолітній війні за ідентичність: нарис-розмисел» (разом з Юрієм Мосенкісом та Владиславом Корнієнком)

## Нагороди

### Трудові
- 2000 — заслужений діяч мистецтв України
- 2000 — почесна грамота Міністерства культури України
- 2000 — почесна грамота Міністерства освіти і науки України
- 2001 — подяка Президента України
- 2002 — почесна грамота Міністерства освіти і науки України
- 2005 — Державна премія України в галузі науки і техніки
- 2005 — почесна грамота Міністерства культури України
- 2005 — премія імені Ярослава Мудрого
- 2005 — почесна грамота Міністерства освіти і науки України
- 2005 — відмінник освіти України
- 2006 — нагрудний знак «Знак пошани»
- 2007 — грамота Верховної Ради України
- 2008 — орден Тракайського лицарства (Литва)
- 2008 — почесний знак Міжнародної поліцейської асоціації (Великобританія)
- 2010 — срібна медаль Національної академії мистецтв України
- 2011 — орден «За заслуги» III ступеня
- 2016 — орден «За заслуги» II ступеня
- 2017 — срібна медаль Міжнародної премії імені Івана Франка
- 2019 — почесна грамота Міністерства культури України
- 2019 — почесна медаль Європейської академії наук, мистецтв і літератури (Франція)
- 2020 — орден «За заслуги» I ступеня
- 2021 — почесний громадянин Києва
- 2024 — номінація на Національну премію України імені Тараса Шевченка в категорії «Літературознавство і мистецтвознавство» — за роботу «Українське мистецтво та література в тисячолітній війні за ідентичність: нарис-розмисел»
- Почесна грамота Київського міського голови
- Подяка Київського міського голови

### Релігійні
- орден Архистратига Михаїла I ступеня (ПЦУ)
- орден Святого апостола і євангеліста Іоанна Богослова (УПЦ КП)
- орден Святого апостола Андрія Первозванного (УПЦ КП)
- орден Святого рівноапостольного князя Володимира Великого I, II, III ступенів (УПЦ КП)
- орден Христа Спасителя (УПЦ КП)[2]